# Ориндиува
Ориндиува (порт. Orindiúva)  —  муниципалитет в Бразилии, входит в штат Сан-Паулу. Составная часть мезорегиона Сан-Жозе-ду-Риу-Прету. Входит в экономико-статистический  микрорегион Сан-Жозе-ду-Риу-Прету. Население составляет 4985 человек на 2006 год. Занимает площадь 248,299 км². Плотность населения — 20,1 чел./км².

## Статистика
- Валовой внутренний продукт на 2003 составляет 143.177.212,00 реалов (данные: Бразильский институт географии и статистики).
- Валовой внутренний продукт на душу населения на 2003 составляет 31.078,19 реалов (данные: Бразильский институт географии и статистики).
- Индекс развития человеческого потенциала на 2000 составляет 0,776 (данные: Программа развития ООН).